# Матюков, Сергей Васильевич
Сергей Васильевич Матюков (род. 25 сентября 1975) — российский самбист и дзюдоист, чемпион и призёр чемпионатов России и Европы по самбо, чемпион мира по самбо, обладатель Кубка мира по самбо, Заслуженный мастер спорта России по самбо, тренер.

## Биография
Воспитанник Виктора Егрушова. Депутат Совета депутатов городского округа Выкса, начальник отдела по работе с учебными заведениями ВМЗ, организатор акции «Спорт против наркотиков». Увлёкся борьбой в 9 лет под влиянием старшего брата. В 2005 году был в первый раз избран депутатом в местные органы власти.

## Спортивные результаты
- Чемпионат России по самбо 1997 года — ;
- Чемпионат России по самбо 2000 года — ;
- Чемпионат России по самбо 2001 года — ;